# Liste der Olympiasieger im Sportklettern
Die Liste der Olympiasieger im Sportklettern listet alle Sieger sowie die Zweit- und Drittplatzierten bei Olympischen Sommerspielen im Sportklettern seit 2020 auf, gegliedert nach Männern und Frauen. 

## Männer

### Aktuelle Disziplinen

#### Boulder & Lead
| Olympia | Gold         | Silber        | Bronze         |
| ------- | ------------ | ------------- | -------------- |
| 2024    | Toby Roberts | Sorato Anraku | Jakob Schubert |

#### Speed
| Olympia | Gold             | Silber  | Bronze        |
| ------- | ---------------- | ------- | ------------- |
| 2024    | Veddriq Leonardo | Wu Peng | Samuel Watson |

### Ehemalige Disziplinen

#### Olympische Kombination
| Olympia | Gold                | Silber            | Bronze         |
| ------- | ------------------- | ----------------- | -------------- |
| 2020    | Alberto Ginés López | Nathaniel Coleman | Jakob Schubert |

## Frauen

### Aktuelle Disziplinen

#### Boulder & Lead
| Olympia | Gold           | Silber          | Bronze       |
| ------- | -------------- | --------------- | ------------ |
| 2024    | Janja Garnbret | Brooke Raboutou | Jessica Pilz |

#### Speed
| Olympia | Gold                | Silber      | Bronze             |
| ------- | ------------------- | ----------- | ------------------ |
| 2024    | Aleksandra Mirosław | Deng Lijuan | Aleksandra Kałucka |

### Ehemalige Disziplinen

#### Olympische Kombination
| Olympia | Gold           | Silber      | Bronze        |
| ------- | -------------- | ----------- | ------------- |
| 2020    | Janja Garnbret | Miho Nonaka | Akiyo Noguchi |

## Nationenwertung
| Platz | Land                | Gold | Silber | Bronze | Gesamt |
| ----- | ------------------- | ---- | ------ | ------ | ------ |
| 1     | Slowenien           | 2    | –      | –      | 2      |
| 2     | Polen               | 1    | –      | 1      | 2      |
| 3     | Großbritannien      | 1    | –      | –      | 1      |
| 3     | Indonesien          | 1    | –      | –      | 1      |
| 3     | Spanien             | 1    | –      | –      | 1      |
| 6     | Japan               | –    | 2      | 1      | 3      |
| 6     | Vereinigte Staaten  | –    | 2      | 1      | 3      |
| 8     | Volksrepublik China | –    | 2      | –      | 2      |
| 9     | Österreich          | –    | –      | 3      | 3      |